# Gackstroemia schwabei
Gackstroemia schwabei là một loài rêu tản trong họ Lepidolaenaceae. Loài này được (Herzog) Grolle miêu tả khoa học lần đầu tiên năm 1967.